# سوزانا جونز
سوزانا جونز (بالإنجليزية: Susanna Jones)‏ هي كاتبة بريطانية، ولدت في 1967 في كينغستون أبون هال في المملكة المتحدة.

## وصلات خارجية
- الموقع الرسمي